# 小萼柿
小萼柿（学名：Diospyros minutisepala），一种分布于中国广西及云南等地区的常绿乔木，隶属于柿科柿属，被列为国家二级重点保护野生植物。

## 形态特征
小萼柿树高可达18米，树干直径可达50厘米。树皮为深棕色，呈不规则鳞片状；幼枝为绿色，被微柔毛。叶互生，呈椭圆形或卵形，8-14×3.5-5.5厘米，革质，除下表面沿中脉外无毛，正面深绿色有光泽，背面稍苍白，干燥时带褐色；边缘全缘，稍外卷；基部圆形到钝，先端锐尖；中脉在下表面突出，在上表面凹陷；侧脉每侧6-8条，纤细，弓形，将近叶缘网结，上表面不明显，下表面突出；网状脉在下表面明显；叶柄长5-8毫米，被微柔毛。未见雄花。雌花单生，腋生在当年的枝上；花梗短，2-3毫米长，密被棕色具糙伏毛。萼裂片4，分裂到中部，宽三角形，长1毫米，宽2毫米，外面具浓密棕色糙伏毛，里面无毛；花冠淡黄色，芳香；花冠筒四棱，长约5毫米，直径6毫米；花冠瓶状，裂至中部；裂片4，反折，长约6毫米，宽3毫米；外面密被白色绢毛，里面光滑；退化雄蕊8，贴生于花冠基部，无毛，长约2毫米。子房卵球形，长约4毫米，直径约3毫米，无毛，8室；柱头4。果梗约3毫米；果萼不宿存；成熟时的浆果橙黄色，球状或在两端凹陷，直径6-8（-10）厘米，无毛。种子6-8，棕色，侧面压扁，35×22×15毫米，表面具纵向凹槽。